# Andrej Chaczaturan
Andrej Chaczaturan (biał. Андрэй Хачатуран; ur. 2 września 1987 w Mińsku) – białoruski piłkarz grający na pozycji obrońcy.

## Kariera klubowa
| Sezon | Klub                | Kraj     | Rozgrywki        | Mecze | Bramki |
| ----- | ------------------- | -------- | ---------------- | ----- | ------ |
| 2004  | Źmiena Mińsk        | Białoruś | Druhaja liha     | 7     | 2      |
| 2005  | Źmiena Mińsk        | Białoruś | Pierszaja liha   | 30    | 4      |
| 2006  | FK Mińsk            | Białoruś | Pierszaja liha   | 24    | 3      |
| 2007  | FK Mińsk            | Białoruś | Wyszejszaja liha | 19    | 1      |
| 2008  | FK Mińsk            | Białoruś | Pierszaja liha   | 16    | 3      |
| 2009  | FK Mińsk            | Białoruś | Wyszejszaja liha | 26    | 4      |
| 2010  | FK Mińsk            | Białoruś | Wyszejszaja liha | 20    | 2      |
| 2010  | Żemczużyna Soczi    | Rosja    | Pierwyj diwizion | 13    | 0      |
| 2011  | FK Mińsk            | Białoruś | Wyszejszaja liha | 15    | 3      |
| 2011  | Szachcior Soligorsk | Białoruś | Wyszejszaja liha | 9     | 2      |
| 2012  | Szachcior Soligorsk | Białoruś | Wyszejszaja liha | 24    | 5      |